# Rivière Meduxnekeag
La rivière Meduxnekeag (/məˈdʌksnəkɛɡ/) est un cours d'eau situé dans le nord de l'État du Maine aux États-Unis et dans l'ouest de la province du Nouveau-Brunswick au Canada. Elle a une longueur de 56 km. Elle prend sa source dans le comté d'Aroostook au Maine pour se jeter dans le fleuve Saint-Jean à Woodstock au Nouveau-Brunswick.

## Géographie
La rivière Meduxnekeag débute en deux branches, une au nord et une au sud, dans le centre-est du comté d'Aroostook dans l'État du Maine aux États-Unis. Ces deux branches se rejoignent à 13 km au nord-est de Houlton. La branche sud coule sur une longueur de 32 km avant de rejoindre la branche nord. Ensuite, la rivière Meduxnekeag coule sur 24 km vers le sud-est avant de se jeter dans le fleuve Saint-Jean à Woodstock.